# Le Grand Jour (film, 2015)
Pour les articles homonymes, voir Le Grand Jour.
Pour plus de détails, voir Fiche technique et Distribution.
Le Grand Jour est un documentaire français réalisé par Pascal Plisson, sorti en 2015.

## Synopsis
Le Grand Jour narre les histoires parallèles de quatre jeunes qui vont vivre leur « grand jour », une seule journée qui peut changer toute une vie, autour d'une passion décisive.
A Cuba, Albert, 11 ans, rêve d'intégrer l'académie de boxe de La Havane. Son meilleur ami Roberto rêve, lui, de l'entraîner.
En Mongolie, Deegii, 11 ans, dans la banlieue d'Oulan-Bator, rêve de devenir contorsionniste professionnelle et d'intégrer le prestigieux cirque de Singapour.
En Ouganda, Tom, 19 ans, dans le Parc national Queen Elizabeth, rêve de devenir Ranger pour protéger et étudier les grands singes.
En Inde, Nidhi, 15 ans, à Bénarès, rêve de réussir le concours d'entrée du « Super 30 », une école gratuite de mathématiques qui prépare trente élèves issus des familles les plus pauvres d'Inde aux examens pour la prestigieuse école Polytechnique.

## Fiche technique
- Titre : Le Grand Jour
- Réalisateur : Pascal Plisson
- Scénario : Olivier Dazat et Pascal Plisson
- Musique : Krishna Levy
- Photographie : Simon Watel
- Son : Gilles Aristizabal
- Montage : Perrine Bekaert et Sylvie Lager
- Production : Marie Tauzia, Romain Le Grand et Muriel Sauzay
- Société de production :  Ladybirds Cinéma, en association avec Cinémage 9
- Distribution France (sortie en salle) : Pathé Distribution
- Durée : 86 minutes
- Date de sortie : 23 septembre 2015